# Poul Hartling
Poul Hartling (ur. 14 sierpnia 1914 w Kopenhadze, zm. 30 kwietnia 2000 tamże) – duński polityk, teolog i dyplomata, parlamentarzysta, lider partii Venstre, w latach 1971–1973 premier Danii, od 1978 do 1985 wysoki komisarz Narodów Zjednoczonych do spraw uchodźców

## Życiorys
Syn polityka Madsa R. Hartlinga. Ukończył teologię na Uniwersytecie Kopenhaskim. Pracował jako nauczyciel akademicki na tej uczelni, praktykował również jako pastor. Był dyrektorem i później rektorem seminarium założonego przez Natalie Zahle.
Zaangażował się w działalność polityczną w ramach liberalnej partii Venstre. W 1957 został wybrany do Folketingetu, jednak w 1960 utracił mandat poselski. Do duńskiego parlamentu powrócił w 1964. Został wówczas wiceprzewodniczącym frakcji poselskiej, a rok później stanął na czele klubu deputowanych swojej partii. Również w 1965 objął funkcję nowego przewodniczącego Venstre, zastępując Erika Eriksena. Partią kierował do 1977, kiedy to przywództwo w partii objął Henning Christophersen. Wkrótce po wyborze zaproponował współpracę polityczną socjalliberalnemu ugrupowaniu Det Radikale Venstre. Zaowocowała ona koalicją rządzącą powstałą w 1968. W powołanym wówczas rządzie Hilmara Baunsgaarda Poul Hartling objął urząd ministra spraw zagranicznych, który sprawował do 1971.
W wyborach w 1973 liberałowie zajęli 3. miejsce z 22 mandatami. Żadne z ugrupowań nie było w stanie stworzyć większościowej koalicji. Ostatecznie w grudniu 1973 Poul Hartling utworzył monopartyjny mniejszościowy gabinet. Stanowisko premiera zajmował do stycznia 1975. Jego partia w wyborach w tym samym miesiącu zyskała 20 mandatów w Folketingecie, nowy rząd powołał jednak lider socjaldemokratów Anker Jørgensen.
W 1977 opuścił krajową politykę, kiedy to został powołany na nowego wysokiego komisarza Narodów Zjednoczonych do spraw uchodźców. Stanowisko to zajmował od 1978 do 1985. W 1981 kierowany przez niego urząd UNHCR został nagrodzony Pokojową Nagrodą Nobla.

## Odznaczenia
- Krzyż Wielki Orderu Danebroga (Dania)
- Komandor Orderu Danebroga (Dania)
- Krzyż Wielki Orderu Korony (Belgia)
- Krzyż Wielki Orderu Menelika II (Etiopia)
- Krzyż Wielki Orderu Sokoła Islandzkiego (Islandia)[1]
- Krzyż Wielki Orderu Zasługi Wielkiego Księstwa Luksemburga (Luksemburg)
- Krzyż Wielki Orderu Zasługi Republiki Federalnej Niemiec (Niemcy)
- Krzyż Wielki Orderu Świętego Olafa (Norwegia)